# International Plant Names Index
Der International Plant Names Index (IPNI) ist eine Datenbank botanischer Namen für Samenpflanzen und Farne. Sie entstand in Zusammenarbeit von Royal Botanic Gardens Kew („Index Kewensis“), Harvard University Herbaria (Gray Herbarium Card Index) und Australian National Herbarium (APNI). Der Standard für die Autorenkürzel richtet sich nach den Empfehlungen des International Code of Botanical Nomenclature und geht auf das von den britischen Botanikern Richard Kenneth Brummitt und C. Emma Powell 1992 herausgegebene Standardwerk der botanischen Nomenklatur Authors of Plant Names zurück. Seit 1998 wird die Datenbank an den Royal Botanic Gardens in Kew geführt.

## Weiterführende Literatur
- J. Croft, N. Cross, S. Hinchcliffe, E. Nic Lughadha, P. F. Stevens, J. G. West, G. Whitbread: Plant Names for the 21st Century: The International Plant Names Index, a Distributed Data Source of General Accessibility. In: Taxon. Band 48, Nummer 2, 1999, S. 317–324, JSTOR:1224436.
- Eimear Nic Lughadha: Towards a Working List of All Known Plant Species. In: Philosophical Transactions of the Royal Society B: Biological Sciences. Band 359, Nummer 1444, 2004, S. 681–687, PMC 1693359 (freier Volltext).